# Pallacanestro Varese
Pallacanestro Varese, talijanski košarkaški klub osnovan 1945. Klupske boje su crvena i bijela, a njihova dvorana je Palaignis.

## Sponzorska imena
- Storm
- Ignis
- Mobilgirgi
- Emerson
- Turisanda
- Cagiva
- Star
- Ciaocrem
- Divarese
- Ranger
- Varese Roosters
- Metis
- Casti Group
- Cimberio
- Whirlpool

## Klupski uspjesi
Kup prvaka
- Pobjednik: 1970., 1972., 1973., 1975., 1976.
- Finalist: 1971., 1974., 1977., 1978., 1979.

Kup pobjednika kupova
- Pobjednik: 1967., 1980.

Kup Radivoja Koraća
- Finalist: 1985.

FIBA Europe Cup
- Finalist: 2016.

Interkontinentalni kup
- Pobjednik: 1966., 1970., 1973.
- Finalist: 1967., 1974., 1976., 1977.

Prvenstvo Italije
- Prvak: 1961., 1964., 1969., 1970., 1971., 1973., 1974., 1977., 1978., 1999.
- Doprvak: 1949., 1962., 1963., 1965., 1966., 1967., 1972., 1975., 1976., 1990.

Kup Italije
- Pobjednik: 1969., 1970., 1971., 1973.
- Finalist: 1972., 1985., 1988., 1999., 2013.

Superkup Italije
- Pobjednik: 1999.
- Finalist: 2013.

Talijanska druga liga (pobjednik)
- Serie B: 1945./46.
- Serie A2: 1993./94.
- Legadue: 2008./09.

## Legende Varesea
- Aldo Ossola
- Aleksandar Nikolić
- Alessandro De Pol
- Andrea Meneghin
- Antonio Zorzi
- Antony Gennari
- Arijan Komazec
- Bob Morse
- Charlie Yelverton
- Corey Albano
- Corny Thompson
- Daniel Farabello
- Daniel Santiago
- DeJuan Collins
- DeMarco Johnson
- Dino Meneghin
- Doug Brandt
- Federico Marin
- Francesco Vescovi
- Gabriel Fernandez
- Geno Carlisle
- Giacomo Galanda
- Gianmarco Pozzecco
- Gregor Hafnar
- Jerry McCullough
- Nico Messina
- Manuel Raga
- Marco Allegretti
- Mario Andreo
- Pavel Podkolzine
- Rolando Howell
- Rusty LaRue
- Remo Maggetti
- Renato Padovan
- Romeo Sacchetti
- Stefano Rusconi
- Veljko Mršić

## Bivši igrači
- Cristiano Zanus Fortes
- Marco van Velsen
- Roberto Cazzaniga
- Francesco Vescovi
- Maurizio Giadini

## Vanjske poveznice
- Pallacanestro Varese